# Республика Корея на зимних Олимпийских играх 1960
Республика Корея принимала участие в Зимних Олимпийских играх 1960 года в Скво-Вэлли (США) в третий раз за свою историю, но не завоевала ни одной медали.

## Состав сборной
Сборную страны представляло семь спортсменов: две женщины и пять мужчин, они соревновались в трёх видах спорта
- горнолыжный спорт
- конькобежный спорт
- лыжные гонки[1].

## Результаты

### Горнолыжный спорт
Соревнования прошли с 20 по 26 февраля, они одновременно считались соревнованиями 16 чемпионата мира.
Мужчины
| Спортсмен           | Соревнование      | Время             | Место |
| ------------------- | ----------------- | ----------------- | ----- |
| Лим Гёнсо́н (임경순) | гигантский слалом | дисквалифицирован | —     |
| Лим Гёнсо́н (임경순) | скоростной спуск  | 3:34.4            | 61    |
| Лим Гёнсо́н (임경순) | слалом            | 4:56.1            | 40    |

### Конькобежный спорт
Забеги прошли на Олимпийском ледовом кольце Скво-Велли на высоте 1890 метров над уровнем моря: с 20 по 23 февраля у женщин, и с 24 по 27 февраля у мужчин. Впервые конькобежцы соревновались на Олимпиаде на искусственном льду. Были разыграны 8 комплектов наград, по 4 у мужчин и женщин.
Соревнования среди женщин в рамках Олимпийских играх прошли впервые, и южнокорейские конькобежки приняли в них участие.
Женщины
| Спортсменка         | Дистанция | Время           | Место |
| ------------------- | --------- | --------------- | ----- |
| Ким Гёнхвэ́ (김경회) | 500 м     | 53.2            | 21    |
| Ким Гёнхвэ́ (김경회) | 1000 м    | не финишировала | —     |
| Ким Гёнхвэ́ (김경회) | 1500 м    | 2:48.6          | 21    |
| Ким Гёнхвэ́ (김경회) | 3000 м    | 6:08.2          | 20    |
| Хан Хеджа́ (한혜자)  | 500 м     | 53.8            | 22    |
| Хан Хеджа́ (한혜자)  | 1000 м    | 1:48.8          | 20    |
| Хан Хеджа́ (한혜자)  | 1500 м    | 2:55.6          | 23    |

Мужчины

### Лыжные гонки
Соревнования прошли с 19 по 27 февраля на правом берегу озера Тахо. Старт и финиш гонок происходил на стадионе «Маккинни Крик», который был специально построен к Олимпиаде. Все гонки, кроме эстафет, проходили с раздельным стартом участников.
Мужчины
| Спортсмен         | Дистанция | Время     | Место |
| ----------------- | --------- | --------- | ----- |
| Ким Хаю́н (김하윤) | 15 км     | 1:15:26.5 | 54    |
| Ким Хаю́н (김하윤) | 30 км     | 2:48:37.2 | 45    |